# Callitris endlicheri
Callitris endlicheri — вид хвойних рослин родини кипарисових.

## Поширення, екологія
Країни проживання: Австралія (Австралійська столична територія, Новий Південний Уельс, Квінсленд, Вікторія). Зазвичай зустрічається на бідних ґрунтах на кам'янистих пагорбах або гребенях.

## Морфологія
Однодомне вічнозелене дерево з головно висхідними, іноді розлогими гілками. Може досягати висоти 10 метрів. Кора жорстка й часто з глибокими борознами. Листки темно-зелені, 2–4 мм завдовжки. Шишки поодинокі або кілька разом на досить струнких, як правило, кластерних, плодових гілочках; форма від яйцеподібної до кулястої або сплющено-кулястої, 15–20 мм в діаметрі. Темно-коричневе насіння до 3 мм в розмірі і має два або три крила.

## Використання
Раніше використовувався для огорож та іншого сільського використання. Обмежений збір ще відбувається в частинах ареалу. Іноді використовується для ремесел.

## Загрози та охорона
Немає великих загрози цьому виду. Зустрічається в численних національних парках та інших охоронних територіях, а також в фрагментах місцевої рослинності на приватній землі.